# Comuna Postira, Split-Dalmația
Postira este o comună în cantonul Split-Dalmația, Croația, având o populație de 1.559 de locuitori (2011).

## Demografie
Componența etnică a comunei Postira
     Croați (98,46%)
     Necunoscut (0%)
     Neclasificat (1,15%)
Componența confesională a comunei Postira
     Catolici (94,93%)
     Fără religie și atei (2,18%)
     Necunoscută (1,73%)
     Alte religii (1,15%)
Conform recensământului din 2011, comuna Postira avea 1.559 de locuitori. Din punct de vedere etnic, majoritatea locuitorilor (98,46%) erau croați. Din punct de vedere confesional, majoritatea locuitorilor (94,93%) erau catolici, cu o minoritate de persoane fără religie și atei (2,18%). Pentru 1,73% din locuitori nu este cunoscută apartenența confesională.